# Premier League – Az év menedzsere díj
A Premier League-ben  az év menedzsere díjat minden évben a legkiemelkedőbb munkát végző menedzser kapja meg, melyet általában minden év májusának 2-3. hetében osztanak ki. A díjat az 1993–94-es szezonban alapította a liga akkori fő szponzora, a Carling. Az évek során a szponzorváltások miatt a díjat hívták már Carling Manager of the Yearnek (1994–2001) és Barclaycard Manager of the Yearnek (2001–2004). Jelenlegi neve  Barclays Manager of the Season (2004-től).

## A díj története
Az első díjat 1994-ben a Manchester United egykori menedzsere, Sir Alex Ferguson kapta, mivel sikerült megvédenie a bajnoki címet két egymást követő szezonban a csapattal. A díj jelenlegi tulajdonosa, a Liverpool német edzője Jürgen Klopp.
Sir Alex Ferguson a legeredményesebb menedzser a díj történetében, 11-szer kapta meg ezt az elismerést 1994-től a 2014-es visszavonulásáig. A díjak több mint felét ő kapta, ameddig a Manchester Unitednél munkálkodott. Arsène Wenger volt az első nem brit menedzser, aki elnyerte az elismerést, ezen kívül még kétszer lett ő a szezon menedzsere. Sir Alex Ferguson óta José Mourinho és Pep Guardiola azok a menedzserek, akik két egymást követő szezonban elnyerték a díjat.
Négy menedzser volt a díj története során, aki úgy kapta meg ezt a díjat, hogy nem nyert bajnokságot az adott szezonban. George Burley, az Ipswich Townnal a 2000-2001-es szezonban, Harry Redknapp a Tottenham Hotspurrel a 2009-2010-es szezonban, Alan Pardew a Newcastle Uniteddel a 2011–2012-es szezonban és Tony Pulis a Crystal Palace-szel a 2013–2014-es szezonban.

## Nyertesek

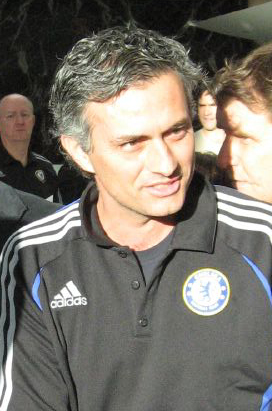
José Mourinho háromszoros díjazott a Chelsea csapatával

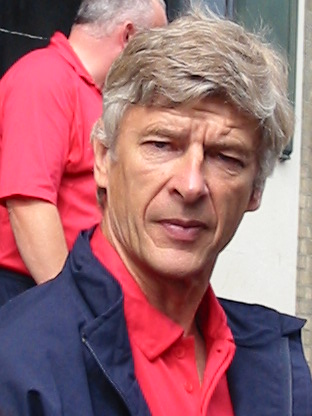
Arsène Wenger, az első nem brit menedzser, aki elnyerte a díjat

| Szezon    | Menedzser       | Nemzetiség    | Klub              | F.     |
| --------- | --------------- | ------------- | ----------------- | ------ |
| 1993–1994 | Alex Ferguson   | Skócia        | Manchester United | [ 8 ]  |
| 1994–1995 | Kenny Dalglish  | Skócia        | Blackburn Rovers  | [ 9 ]  |
| 1995–1996 | Alex Ferguson   | Skócia        | Manchester United | [ 8 ]  |
| 1996–1997 | Alex Ferguson   | Skócia        | Manchester United | [ 8 ]  |
| 1997–1998 | Arsène Wenger   | Franciaország | Arsenal           | [ 10 ] |
| 1998–1999 | Alex Ferguson   | Skócia        | Manchester United | [ 8 ]  |
| 1999–2000 | Alex Ferguson   | Skócia        | Manchester United | [ 8 ]  |
| 2000–2001 | George Burley   | Skócia        | Ipswich Town      | [ 5 ]  |
| 2001–2002 | Arsène Wenger   | Franciaország | Arsenal           | [ 10 ] |
| 2002–2003 | Alex Ferguson   | Skócia        | Manchester United | [ 8 ]  |
| 2003–2004 | Arsène Wenger   | Franciaország | Arsenal           | [ 10 ] |
| 2004–2005 | José Mourinho   | Portugália    | Chelsea           | [ 11 ] |
| 2005–2006 | José Mourinho   | Portugália    | Chelsea           | [ 11 ] |
| 2006–2007 | Alex Ferguson   | Skócia        | Manchester United | [ 8 ]  |
| 2007–2008 | Alex Ferguson   | Skócia        | Manchester United | [ 8 ]  |
| 2008–2009 | Alex Ferguson   | Skócia        | Manchester United | [ 8 ]  |
| 2009–2010 | Harry Redknapp  | Anglia        | Tottenham Hotspur | [ 12 ] |
| 2010–2011 | Alex Ferguson   | Skócia        | Manchester United | [ 8 ]  |
| 2011–2012 | Alan Pardew     | Anglia        | Newcastle United  | [ 13 ] |
| 2012–2013 | Alex Ferguson   | Skócia        | Manchester United | [ 8 ]  |
| 2013–2014 | Tony Pulis      | Wales         | Crystal Palace    | [ 14 ] |
| 2014–2015 | José Mourinho   | Portugália    | Chelsea           | [ 11 ] |
| 2015–2016 | Claudio Ranieri | Olaszország   | Leicester City    | [ 15 ] |
| 2016–2017 | Antonio Conte   | Olaszország   | Chelsea           | [ 16 ] |
| 2017–2028 | Pep Guardiola   | Spanyolország | Manchester City   | [ 17 ] |
| 2018–2019 | Pep Guardiola   | Spanyolország | Manchester City   | [ 18 ] |
| 2019–2020 | Jürgen Klopp    | Németország   | Liverpool         | [ 19 ] |
| 2020–2021 | Pep Guardiola   | Spanyolország | Manchester City   | [ 20 ] |
| 2021–2022 | Jürgen Klopp    | Németország   | Liverpool         | [ 21 ] |
| 2022–2023 | Pep Guardiola   | Spanyolország | Manchester City   | [ 22 ] |
| 2023–2024 | Pep Guardiola   | Spanyolország | Manchester City   |        |
| 2024–2025 | Arne Slot       | Hollandia     | Liverpool         | [ 23 ] |

## Nyertesek nemzetiségek szerint

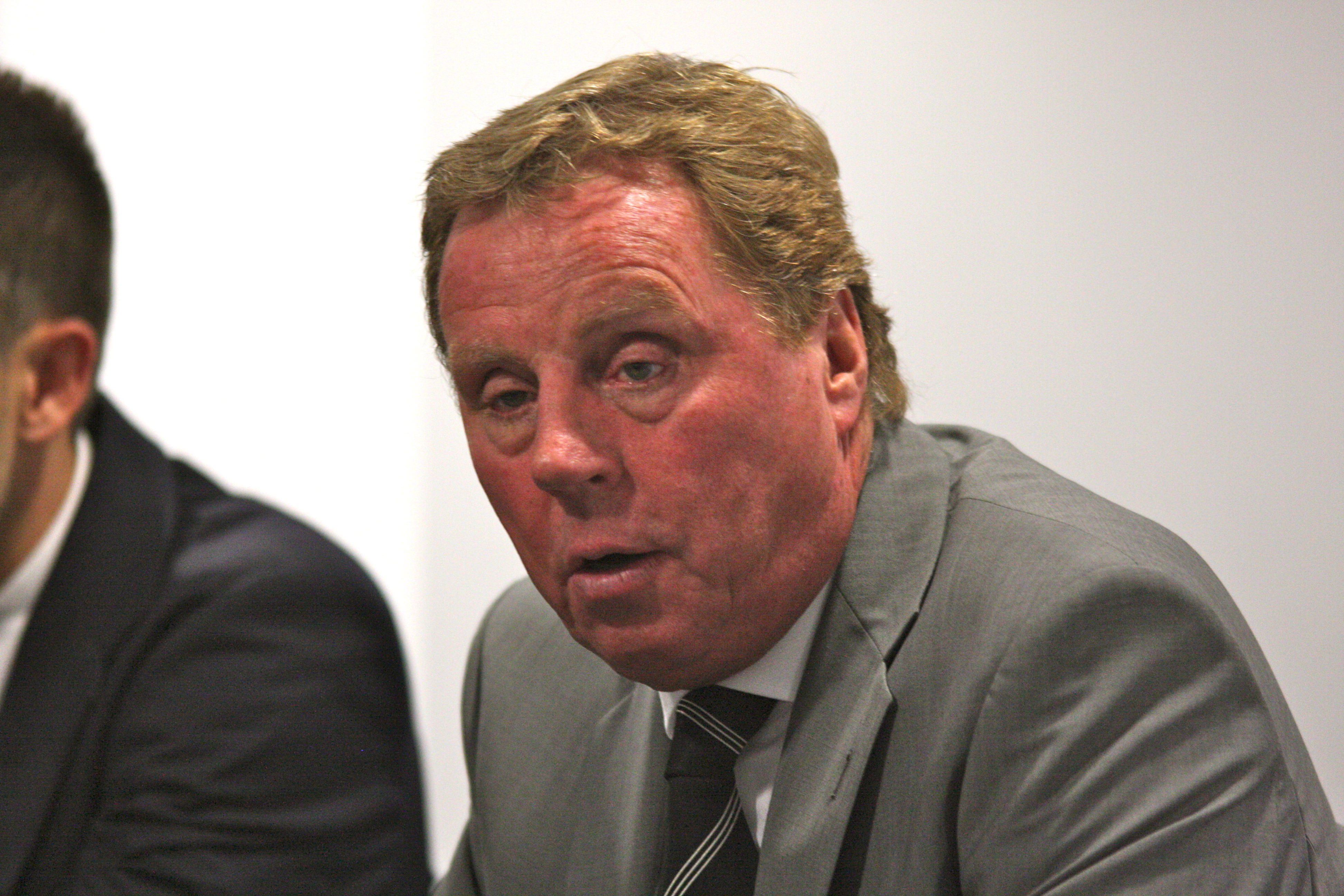
Harry Redknapp az első angol menedzser, aki elnyerte a díjat

| Klub          | Nyertes |
| ------------- | ------- |
| Skócia        | 13      |
| Spanyolország | 5       |
| Franciaország | 3       |
| Portugália    | 3       |
| Anglia        | 2       |
| Olaszország   | 2       |
| Németország   | 2       |
| Hollandia     | 1       |
| Wales         | 1       |

## Nyertesek klubok szerint
| Klub              | Nyertes |
| ----------------- | ------- |
| Manchester United | 11      |
| Manchester City   | 5       |
| Chelsea           | 4       |
| Arsenal           | 3       |
| Liverpool         | 3       |
| Blackburn Rovers  | 1       |
| Crystal Palace    | 1       |
| Ipswich Town      | 1       |
| Leicester City    | 1       |
| Newcastle United  | 1       |
| Tottenham Hotspur | 1       |

## Fordítás
Ez a szócikk részben vagy egészben  a   Premier League Manager of the Season című angol Wikipédia-szócikk fordításán alapul.  Az eredeti cikk szerkesztőit annak laptörténete sorolja fel. Ez a jelzés csupán a megfogalmazás eredetét és a szerzői jogokat jelzi, nem szolgál a cikkben szereplő információk forrásmegjelöléseként.